# 荒川真嗣
荒川 眞嗣（あらかわ まさつぐ、1964年3月4日 - ）は、宮城県仙台市出身の監督、アニメ演出家、アニメーター。荒川真嗣とクレジットされることがある。

## 来歴
学校法人南光学園東北高等学校を1982年に卒業する。宮崎駿のファンでテレコム・アニメーションフィルムの新人募集に応募して落選するも、大塚康生から亜細亜堂を紹介されて入社する。1985年に亜細亜堂からテレビアニメ『おねがい!サミアどん』でデビュー、1988年にIGタツノコ（現・Production I.G）へ移る。以後、同社を拠点に活動し、シンエイ動画を中心に数多くの他社制作作品に携わる。
1996年からProduction I.Gで押井守が主宰していた押井塾に参加する。いくつもの企画を提出し、同塾で初のA評価を押井から下された。同塾に参加した神山健治からは「器をまとめるのがうまい」と言われた。
絵柄はペーター佐藤とアニメーターの大川弘義からの影響を受けたとしており、リアルでシンプルな絵柄を好む。1998年、Production I.Gがアニメパートを制作したゲーム『雪割りの花』ではキャラクターデザインと作画監督を担当し、アニメーターの湯浅政明はそのシンプルなデザインがいいと発言していた。
押井からは「一見してわかるけど、素朴であり、現代風ではないのは確か。アニメ雑誌のグラビアを飾るようなデザインセンスではない。僕は『飾ってもいい』と思ってるけどさ。でも、細かい動きや構図で、キャラクターの心の動きを印象的に伝えることができる」と評している。
I.Gを離れた後はスタジオロンに在籍し、同社オリジナル作品『大きな瞳のフウ』の監督とキャラクターデザインを手がける予定であったが、同社の閉鎖によって立ち消えとなり、フリーランスに転じる。メインスタッフとして作品に参加する場合は谷津美弥子が、脚本家（シリーズ構成）は、山田隆司・井上美緒（めちゃモテ委員長セカンドコレクションを除く）と組むことが多い。

## 作品リスト

### テレビアニメ
- まんが日本昔ばなし（1975年 - 1994年）作画（486回「味噌をつけた長者どん」、538回「船形山の権現さま」、554回「白馬岳の魔神」、632回「海に消えた鐘」）
- エスパー魔美（1987年 - 1989年、原画（109話、117話）
- チンプイ（1989年 - 1991年）絵コンテ（8話、10話、20話、24話）、演出（3話、8話、10話、14話、20話、24話）
- 21エモン（1991年 - 1992年）メカニックデザイン
- 元気爆発ガンバルガー（1992年 - 1993年）原画
- クレヨンしんちゃん（1992年 - ）絵コンテ（898話B）、作画監督（28話、70話、74話、78話、81話、85話、94話、98話、102話、106話、111話、115話、118話、122話、126話、129話、133話、137話、141話、145話、149話、153話、157話、163話、167話、168話、172話、176話、180話、183話、187話、192話、865話、869話、875話、879話、886話、SPECIAL76、第894話、第895話）、原画
- メタルファイター♥MIKU（1994年）原画（13話）
- NINKU -忍空-（1995年 - 1996年）絵コンテ（28話）
- モジャ公（1995年 - 1997年）原画（14話）
- こちら葛飾区亀有公園前派出所（1996年 - 2004年）原画（289話、292話、300話）
- キョロちゃん（1999年 - 2001年）原画
- メダロット魂（2000年 - 2001年）監督、OP絵コンテ・演出、脚本（26話）、絵コンテ（1話、26話）、演出（1話）
- ジャングルはいつもハレのちグゥ（2001年）原画（10話）
- バンパイヤン・キッズ（2001年 - 2002年）監督、絵コンテ
- テニスの王子様（2001年 - 2005年）原画（21話、25話、28話）
- よばれてとびでて!アクビちゃん（2002年）原画（12話、15話、19話、23話）
- 灰羽連盟（2002年）演出（11話）、原畫（13話）
- プリンセスチュチュ（2002年 - 2003年）原画（13話）
- OVERMANキングゲイナー（2002年 - 2003年）原画（14話）
- THE ビッグオー second season（2003年）原画（18話）
- 人間交差点（2003年）絵コンテ（5話）
- MOUSE（2003年）演出（5話、6話）
- 獣兵衛忍風帖 龍宝玉篇（2003年）絵コンテ（4話）
- フルメタル・パニック? ふもっふ（2003年）絵コンテ（5話）、演出（5話）
- カレイドスター（2003年 - 2004年）絵コンテ（14話）、原画（14話、20話、21話、26話）
- 風人物語（2004年）キャラクターデザイン、ビジュアルコンセプト、脚本、絵コンテ、レイアウト監修、場面設定、レイアウト
- かいけつゾロリ（2004年 - 2005年）絵コンテ（9話）
- モンキー・パンチ 漫画活動大写真（2004年 - 2005年）作画（「一宿一飯」、「逆イソップ物語」）
- 絶対少年（2005年）原画（18話）
- ARIA The ANIMATION（2005年）レイアウト監修、ED演出、美術設定（6話、9話、12話）、原画（9話、10話、13話）
- こてんこてんこ（2005年 - 2006年）絵コンテ（1話）、OP絵コンテ
- BLOOD+（2005年 - 2006年）原画（9話、13話）
- ARIA The NATURAL（2006年）原画（1話、15話、16話、19話、20話、21話、22話、24話、26話）
- アクビガール（2006年）監督、レイアウト、絵コンテ（1話、2話、3話、5話、7話、8話、9話、10話、11話、12話、14話、16話、17話、18話、20話、21話、24話、25話、26話）
- ARIA The ORIGINATION（2008年）レイアウト監修
- ポルフィの長い旅（2008年）原画（14話）
- 魔法遣いに大切なこと 〜夏のソラ〜（2008年）演出（3話、8話、11話）
- マッハガール（2008年）監督、レイアウト
- スキップ・ビート!（2008年）プロップデザイン
- 喰霊-零-（2008年）レイアウト監修（7話）、原画（7話）
- シャングリ・ラ（2009年）原画（12話）
- 東京マグニチュード8.0（2009年）モブ作画監督（3話）
- あにゃまる探偵 キルミンずぅ（2009年）絵コンテ（3話）
- ローズオニールキューピー（2009年）監督、絵コンテ、演出、レイアウト（1話~26話）
- 極上!!めちゃモテ委員長 セカンドコレクション（2010年）監督、絵コンテ（52話）
- ひめチェン!おとぎちっくアイドル リルぷりっ（のりのり♪のりスタ!版）（2011年）監督
- ダンタリアンの書架（2011年）原画（9話）
- 宇宙兄弟（2012年）原画（1話）
- 爆TECH!爆丸（2012年）コンテ・演出（2話、4話）
- 生徒会の一存 Lv.2（2013年）演出（4話）
- 幕末義人伝 浪漫（2013年）原画（10話）
- ゆゆ式（2013年）原画（6話）
- 宇宙戦艦ヤマト2199（2013年）原画（15話）
- ルパン三世 princess of the breeze 〜隠された空中都市〜（2013年）原画
- 東京レイヴンズ（2014年）原画（20話、25話）
- ブラック・ブレット（2014年）LO協力、作画監督補佐（3話）、原画（1話、2話、3話、4話、11話、12話）
- ヒーローバンク（2014年）絵コンテ（2話、7話、13話）、原画（5話、11話、17話、18話、21話）
- ピンポン THE ANIMATION（2014年年）演出・原画（3話）
- ばらかもん（2014年）絵コンテ（2話、4話、10話）
- アルドノア・ゼロ（2014年）原画（3話）
- 怪盗ジョーカー（2014年）原画（9話）
- グリザイアの果実（2014年）原画（3話）
- おしりかじり虫 第3シリーズ（2014年）監督
- デュラララ!!×2 承（2015年）原画（5話、7話）
- ルパン三世 PART IV（2015年）アイキャッチアニメーション、絵コンテ（10話）、原画（1話）
- ルパン三世 イタリアン・ゲーム（2016年）原画
- ノルン+ノネット（2016年）レイアウト監修、原画（2話、3話、4話、5話、7話、8話、10話、11話、12話）
- orange（2016年）原画（3話）
- D.Gray-man HALLOW（2016年）原画（6話、11話、13話）
- 終末のイゼッタ（2016年）原画（8話）
- にゃんこデイズ（2017年）原画（11話）、テーマソングスタッフ・原画（11話）
- 恋愛暴君（2017年）OP原画、絵コンテ（12話）
- 月がきれい（2017年）原画（5話）
- 18if（2017年）原画（2話）
- URAHARA（2017年）演出主任、絵コンテ、レイアウト監修、原画（1話）
- ネト充のススメ（2017年）作画監督（1話）、絵コンテ（5話）
- 覇穹 封神演義（2018年）原画（9話）
- ルパン三世 PART5（2018年）原画（9話、10話、19話、21話、24話）
- MAJOR 2nd（2018年）原画（14話、24話）
- 百錬の覇王と聖約の戦乙女（2018年）原画（2話、5話、10話）
- 少女☆歌劇 レヴュースタァライト（2018年）レイアウト（7話）、原画（10話、11話）
- あかねさす少女（2018年）原画（1話、7話）
- バキ（2018年）原画（17話、26話）
- ソラとウミのアイダ（2018年）原画（7話）
- 盾の勇者の成り上がり（2018年）レイアウト（ED）、原画（OP、1話、2話、4話、5話、7話、9話、10話、11話）
- 閃乱カグラ SHINOVI MASTER -東京妖魔篇-（2018年）原画（10話）
- 剣王朝（2018年）監督、絵コンテ（1話）
- 走り続けてよかったって。（2018年）監督[7]
- BEASTARS（2019年）絵コンテ（3話）
- フルーツバスケット 1st season（2019年）原画（7話、13話）
- 東京ガンボ（2020年 - 2021年）監督
- ルパン三世 PART6（2021年 - 2022年、絵コンテ（10話[8]）、原画（14話、22話、24話）
- 盾の勇者の成り上がり（2022年）演出（13話）
- カードファイト!! ヴァンガード will+Dress（2022年）絵コンテ（9話）
- くまクマ熊ベアーぱーんち!（2023年）絵コンテ（12話）
- わたしの幸せな結婚（2023年）絵コンテ（3話）
- 盾の勇者の成り上がり Season4  (2025年）ED （絵コンテ・演出・イラスト）

### 劇場アニメ
- ドラえもん のび太の宇宙小戦争（1985年）原画
- 機動警察パトレイバー the Movie（1989年）原画
- 機動警察パトレイバー 2 the Movie（1993年）レイアウト、原画
- クレヨンしんちゃん アクション仮面VSハイグレ魔王（1993年）原画
- クレヨンしんちゃん ブリブリ王国の秘宝（1994年）原画
- GHOST IN THE SHELL / 攻殻機動隊（1995年）原画
- 映画 忍たま乱太郎（1996年）原画
- クレヨンしんちゃん ヘンダーランドの大冒険（1996年）原画
- クレヨンしんちゃん 暗黒タマタマ大追跡（1997年）原画
- クレヨンしんちゃん 電撃!ブタのヒヅメ大作戦（1998年）原画
- クレヨンしんちゃん 爆発!温泉わくわく大決戦（1999年）原画
- クレヨンしんちゃん 嵐を呼ぶジャングル（2000年）原画
- BLOOD THE LAST VAMPIRE（2000年）企画協力、原画
- WXIII 機動警察パトレイバー（2001年）原画
- クレヨンしんちゃん 嵐を呼ぶ アッパレ!戦国大合戦（2002年）原画
- 劇場版 とっとこハム太郎 ハムハムハムージャ! 幻のプリンセス（2002年）原画
- あらしのよるに（2005年）原画
- ブレイブ・ストーリー（2006年）原画
- Genius Party BEYOND#5『次元爆弾』（2008年年）原画
- 宮本武蔵 -双剣に馳せる夢-（2009年）原画
- 宇宙ショーへようこそ（2010年）原画
- ジョバンニの島（2014年）車輌設定
- 夜明け告げるルーのうた（2017年）原画
- 劇場版 七つの大罪 天空の囚われ人（2018年）原画
- 劇場版 フリクリ プログレ「ラリルレ」「アワラン」（2018年）原画
- 名探偵コナン 紺青の拳（2019年）原画
- バースデー・ワンダーランド（2019年）原画
- リクはよわくない（2021年）監督
- トリツカレ男（2025年）キャラクターデザイン

### OVA
- Little Polar Bear しろくまくん、ふねにのる（1991年）監督、脚本、レイアウト
- HUMANE SOCIETY 〜人類愛に満ちた社会〜（1992年）コンセプトデザイン
- THE八犬伝〜新章〜（1993年 - 1995年）原画（4話）
- ワイルド7（1994年）作画監督補（1話）
- マクロスプラス（1994年 - 1995年）原画（2話、4話）
- GOLDEN BOY さすらいのお勉強野郎（1995年 - 1996年）原画（6話）
- 魔法使いTai!（1996年）原画（4話、6話）
- フリクリ（2000年 - 2001年）原画（2話）
- 時空異邦人KYOKO ちょこらにおまかせ!（2001年）監督
- ナースウィッチ小麦ちゃんマジカルて（2002年 - 2004年）監督（KARTE.2.5）、絵コンテ（KARTE.2.5）、演出（KARTE.2.5）
- 鴉 -KARAS-（2005年）絵コンテ（2話）
- ARIA The OVA 〜ARIETTA〜（2007年）原画
- 東京マーブルチョコレート（2007年）原画
- たまゆら（2010年）原画（1話）

### Web アニメ
- クレヨンしんちゃん外伝 おもちゃウォーズ（2016年年）作画監督（1話、8話）、作画（1話）
- クレヨンしんちゃん外伝 家族連れ狼（2017年）総作画監督、作画監督（1話、3話、11話）

### ゲーム
- 雪割りの花（1998年）キャラクターデザイン、ビジュアルコンセプト、絵コンテ、作画監督

### その他
- なんちゃってバンパイヤン（1999年）企画協力
- HEART EATER（2000年）監督